# Partido Laborista Brasileño (1945)
El Partido Laborista Brasileño (PTB), en portugués: Partido Trabalhista Brasileiro, fue un partido político brasileño fundado por Getúlio Vargas, para, según sus palabras, "servir de barrera entre los sindicatos y los comunistas", habiendo existido entre 1945 a 1965. 